# Crocidura littoralis
Crocidura littoralis là một loài động vật có vú trong họ Chuột chù, bộ Soricomorpha. Loài này được Heller mô tả năm 1910.